# Fossa
Die Fossa (Cryptoprocta ferox), seltener auch Frettkatze genannt, ist eine auf Madagaskar endemische Raubtierart. Sie ist das größte Raubtier ihrer Heimatinsel und ernährt sich vorrangig von Primaten und anderen Säugetieren. Der Einzelgänger  lebt in großen Revieren und zählt zu den gefährdeten Arten. Heranwachsende Weibchen bilden eine penisartige Klitoris aus, die bei ausgewachsenen Weibchen wieder verschwindet; dies ist von keiner anderen Säugetierart bekannt. Die systematische Stellung der Fossa war lange Zeit umstritten, nach DNA-Untersuchungen wird sie in die Madagassischen Raubtiere (Eupleridae) eingeordnet.

## Merkmale

### Rumpf und Gliedmaßen

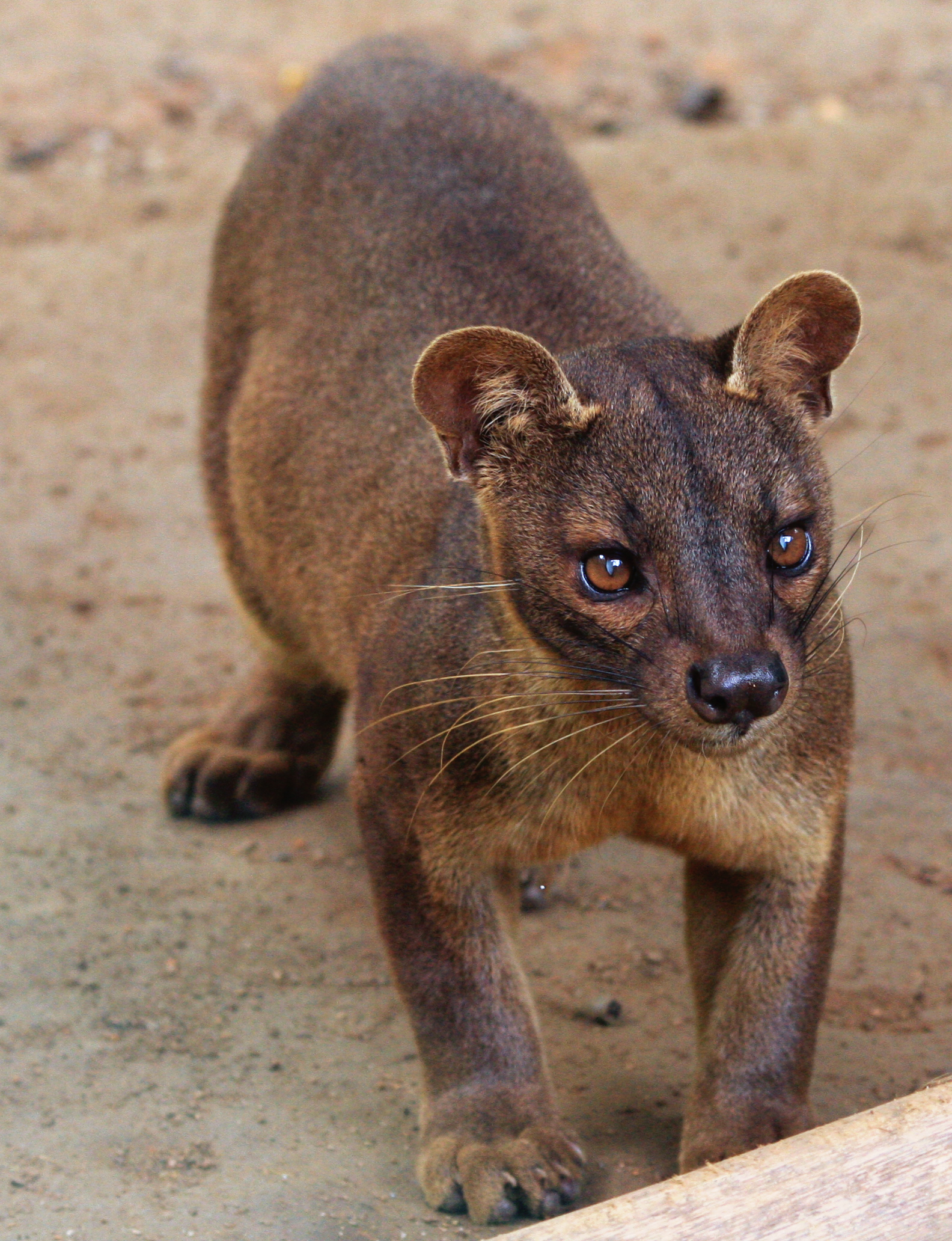
Fossa: Durch den kurzen Gesichtsschädel und die abgerundeten Ohren wirkt der Kopf der Fossa katzenähnlich. Auffällig sind die langen Vibrissen.

Fossas ähneln gestaltlich einem dunklen, kurzbeinigen Puma. Der Körper der Fossas ist schlank und langgestreckt, die Beine relativ kurz. Sie erreichen eine Kopf-Rumpf-Länge von 65 bis 80 Zentimetern, wobei Männchen etwas größer werden als Weibchen. Der Schwanz ist annähernd so lang wie der Körper und misst 65 bis 70 Zentimeter, die Schulterhöhe beträgt rund 35 Zentimeter. Je nach Region variiert die Durchschnittsgröße leicht, die größten Tiere leben im Südwesten Madagaskars. Fossas erreichen ein Gewicht von 7 bis 12 Kilogramm, wobei die Männchen generell etwas schwerer sind als die Weibchen. Ihr Fell ist kurz und dicht, meist rötlich-braun gefärbt. Der Bauch von Männchen und heranwachsenden Weibchen ist durch Drüsensekrete orange gefärbt, bei erwachsenen Weibchen ist er beige oder cremefarben. Gelegentlich kommen Schwärzlinge vor.
Die Gliedmaßen sind vergleichsweise kurz. Die Speiche ist stets kürzer als der Oberarmknochen und das Schienbein kürzer als der Oberschenkelknochen. Jeder Fuß endet in fünf Zehen, die mit einziehbaren Krallen ausgestattet sind, Krallenscheiden wie bei Katzen fehlen. Die großen Ballen auf den Fußsohlen sind nahezu unbehaart.

### Kopf und Zähne

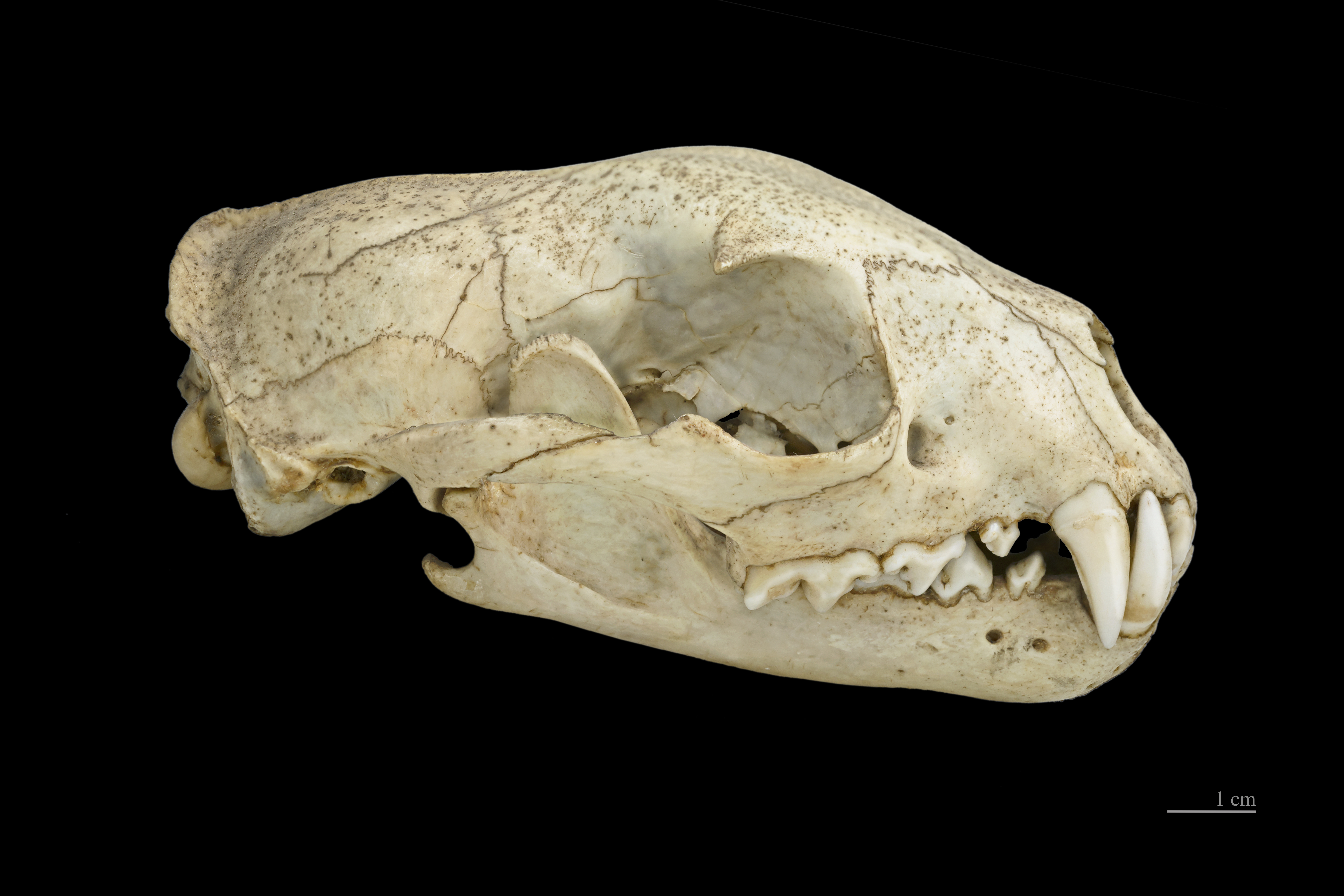
Cryptoprocta ferox

Der Gesichtsschädel der Fossas ist relativ kurz, was zusammen mit den großen, abgerundeten Ohren für ein katzenähnliches Aussehen sorgt. Die Augen sind groß und rund, die Pupillen senkrecht, typisch sind außerdem die stark verlängerten Vibrissen (Schnurrhaare). Der Nasenspiegel ist groß und gut entwickelt.

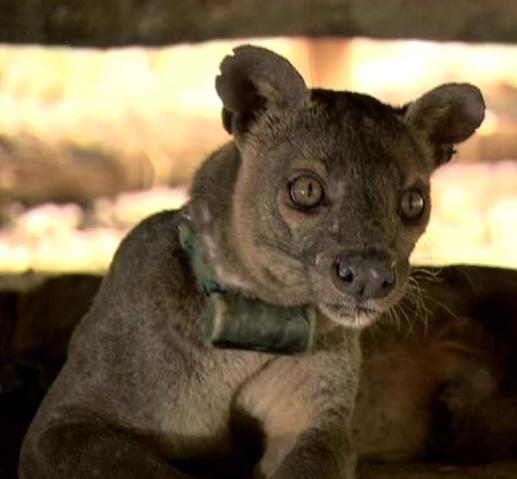

Die Zahnformel der Fossa lautet I 3/3 C 1/1 P 3–4/3–4 M 1/1, insgesamt hat sie also 32 bis 36 Zähne. Die Schneidezähne sind relativ klein, die Eckzähne wie bei allen Raubtieren als große Fangzähne ausgebildet. Der vorderste Prämolar ist sehr klein oder fehlt völlig. Der hinterste obere Prämolar und der vorderste untere Molar („Reißzähne“) bilden die bei allen Landraubtieren vorhandene „Brechschere“. Diese ist in starker Ähnlichkeit zu den Katzen sehr markant ausgeprägt. Der vorderste obere Molar ist klein, die übrigen Molaren fehlen. Der Unterkiefer ist robust, die Kaumuskulatur sehr stark ausgeprägt.

### Innerer Körperbau und Weichteile
Die Wirbelsäule setzt sich aus sieben Hals-, 13 Brust-, 7 Lenden-, 3 Sakral- und 29 oder 30 Schwanzwirbeln zusammen. Das Schlüsselbein ist klein. Das Herz-Kreislauf-System und der Verdauungstrakt sind für Raubtiere typisch gebaut: Der linke Lungenflügel hat drei und der rechte vier Lappen, der Magen ist leicht verlängert, der Darm, wie bei Fleischfressern allgemein, relativ kurz.
Männchen haben einen sehr langen Penis, der mit einem großen, durchschnittlich sieben Zentimeter langen Penisknochen (Baculum) ausgestattet ist. Die Eichel, die nahezu die Hälfte des Penis einnimmt, ist mit Ausnahme der Spitze mit Stacheln versehen. Die äußeren Geschlechtsorgane ausgewachsener Weibchen sind unauffällig, heranwachsende Weibchen haben eine verlängerte, mit Stacheln versehene Klitoris, die durch eine knöcherne Struktur (Os clitoridis) gestützt wird. Näheres siehe unten. Wie andere madagassische Raubtiere haben die Weibchen eine paarige Gebärmutter (Uterus duplex). Am After liegen große, sackähnliche Drüsen („Analbeutel“), weitere Duftdrüsen liegen in der Genitalregion und im Nacken. Sie haben drei Paar bauchständige Zitzen.

## Verbreitung und Lebensraum

Fossas kommen nur auf der Insel Madagaskar vor der Ostküste Afrikas vor.

Das ursprüngliche Verbreitungsgebiet der Fossas umfasste nahezu die gesamte Insel Madagaskar; entgegen früheren Vermutungen lebten sie nicht auf der vorgelagerten Insel Sainte Marie. Sie bewohnen tropische Regen- und Trockenwälder und kommen auch in Baum-Savannengebieten vor. Gänzlich unbewaldete Gebiete wie das gerodete zentrale Hochland meiden sie oder benutzen sie nur als Durchzugsgebiete. Sie sind vom Meeresspiegel bis in 2600 Meter Seehöhe anzutreffen. Die menschliche Besiedlung hat ihr Verbreitungsgebiet stark verkleinert und zersplittert.

## Lebensweise und Ernährung

### Aktivitätszeiten und Fortbewegung
Fossas haben keinen ausgeprägten Tag-Nacht-Rhythmus, sie sind kathemeral und können sowohl am Tag als auch in der Nacht aktiv sein. Üblicherweise ruhen sie in den heißesten und kühlsten Perioden des Tages und der Nacht in Höhlen oder selbstgegrabenen Bauen, etwa im Wurzelwerk großer Bäume; häufig ziehen sie sich auch in das Geäst zurück. Sie halten sich häufig am Boden auf, können jedoch ausgezeichnet klettern und größere Distanzen in den Bäumen springend zurücklegen, wobei ihnen ihr langer Schwanz zur Balance dient. Am Boden bewegen sie sich auf den Zehen (digitigrad) fort, in den Bäumen hingegen sohlengängerisch (plantigrad).

### Sozial- und Territorialverhalten
Fossas sind territorial und außerhalb der Paarungszeit Einzelgänger. Sie reiben die Duftdrüsen ihrer Analregion am Boden oder an markanten Baumstämmen, um ihr Revier zu markieren. Die Populationsdichte wird mit 0,18 bis 0,26 Tieren pro Quadratkilometer angegeben. Die Reviere der Männchen können bis zu 26 Quadratkilometer, die der Weibchen bis zu 13 Quadratkilometer umfassen. Weibchen verteidigen ihr Revier vehement gegen gleichgeschlechtliche Artgenossen; Männchen sind in Bezug auf das Revier variabler, ihr Territorium kann sich mit dem anderer Männchen oder Weibchen überlappen.

### Nahrung

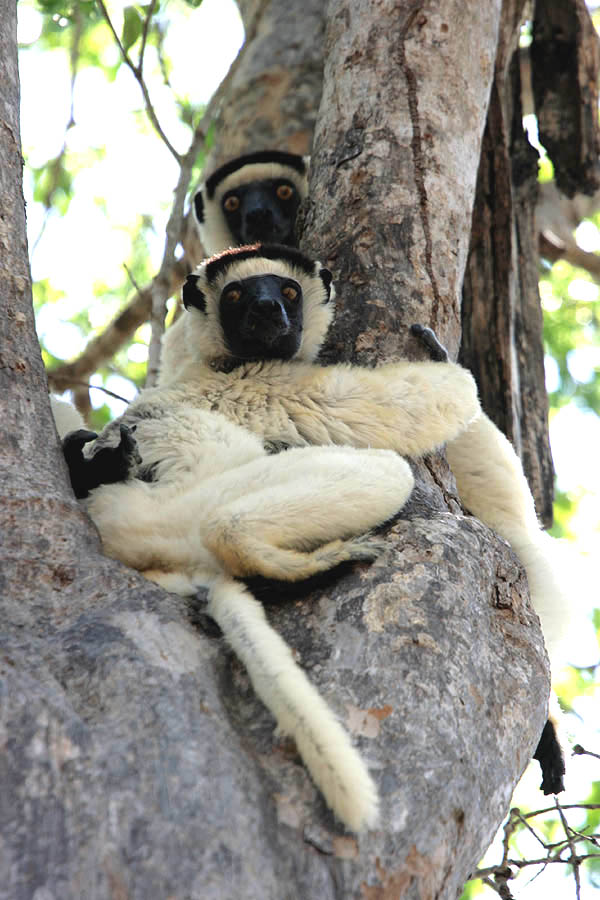
Larvensifakas zählen zu den größten Beutetieren der Fossas

Fossas sind die größten Raubtiere Madagaskars und strikt carnivor. Sie jagen sowohl am Boden als auch in den Bäumen. Ihre größte Beute sind Larvensifakas, welche die Hälfte ihres Gewichtes erreichen können. Lemuren sind eine wichtige Nahrungsquelle. Neben Larvensifakas werden Edwards-Sifakas, Fettschwanzmakis, Große Makis, Große Bambuslemuren und Wieselmakis gefressen. Nach einer Untersuchung im westlichen Madagaskar machen Feuchtnasenaffen 50 % der Nahrung aus – bei keinem anderen Raubtier spielen Primaten eine dermaßen wichtige Rolle in der Ernährung. Daneben stehen Igeltenreks und andere Säugetiere, darunter Votsotsas, auf ihrem Speiseplan, ebenso Reptilien und Frösche. Wirbeltiere machen mehr als 90 % der Beute aus, der Rest sind Kleintiere wie Insekten. Manchmal reißen Fossas auch Geflügel und andere kleine Haustiere.
Beutetiere werden mit den Krallen der Vorderpfoten niedergehalten und durch einen Biss in die Kehle oder den Nacken getötet. Es gibt Berichte, wonach Fossas Beutetiere ausweiden und die inneren Organe zuerst fressen.

## Fortpflanzung und Entwicklung

### Balz und Begattung
Die Fossas pflanzen sich von September bis November fort. In dieser Zeit legt sich das Weibchen auf einen auffälligen Ast. Oft wird die gleiche Stelle von mehreren Weibchen nacheinander eingenommen, jedes Tier hält den Platz für einen bis sechs Tage inne. Mehrere Männchen versammeln sich unter dem Baum und kämpfen teilweise heftig um das Paarungsvorrecht. Das siegreiche Männchen nähert sich dem Weibchen, wird in rund einem Viertel aller Fälle von diesem aber verjagt. Nach welchen Gesichtspunkten dies geschieht, ist unklar. Eigenschaften wie Gewicht und Alter (erkennbar am Abnutzungsgrad der Zähne) spielen dabei keine Rolle. Jedes Weibchen paart sich mehrmals mit mehreren Männchen.
Die Kopulation, die meist auf dem Ast stattfindet, kann mehr als zwei Stunden dauern (die längste beobachtete Kopulation nahm über drei Stunden in Anspruch). Nach dem Ende der Kopulation kommt es zum auch von Hunden bekannten „Hängen“: die Partner können sich nach Beendigung der Begattung nicht sofort voneinander lösen. Die männlichen Fossas können aber nach kurzer Zeit ihren Penis aus der Scheide des Weibchens ziehen. Im Anschluss bewachen die Männchen häufig ihre Partnerin bis zu einer halben Stunde, um die Kopulation mit einem anderen Männchen zu verhindern oder zumindest hinauszuzögern.

### Geburt und Jungenaufzucht
Die Jungenaufzucht ist alleinige Aufgabe des Weibchens. Dazu bezieht es eine Erdhöhle oder einen selbstgegrabenen Bau, etwa in einem alten Termitenhügel. Dort bringt es nach einer rund sechs- bis siebenwöchigen Tragzeit im südlichen Sommer – Dezember oder Januar – meist zwei (manchmal auch drei oder vier) Jungtiere zur Welt. Diese wiegen rund 100 Gramm, sind mit einem weißgrauen Fell bedeckt und blind. Nach zwei bis drei Wochen öffnen sich ihre Augen, und nach viereinhalb Monaten verlassen sie die Geburtshöhle, kurz danach werden sie entwöhnt. Nach 12 bis 20 Monaten verlassen sie ihre Mutter. Mit rund zwei Jahren sind Fossas ausgewachsen, die Geschlechtsreife erreichen sie mit drei bis vier Jahren.
Weibchen können sich im Zwei-Jahres-Rhythmus fortpflanzen. Die Lebenserwartung dieser Tiere in freier Wildbahn ist nicht bekannt, Tiere in Gefangenschaft erreichen ein Alter von über 20 Jahren.

### Vorübergehende Vermännlichung

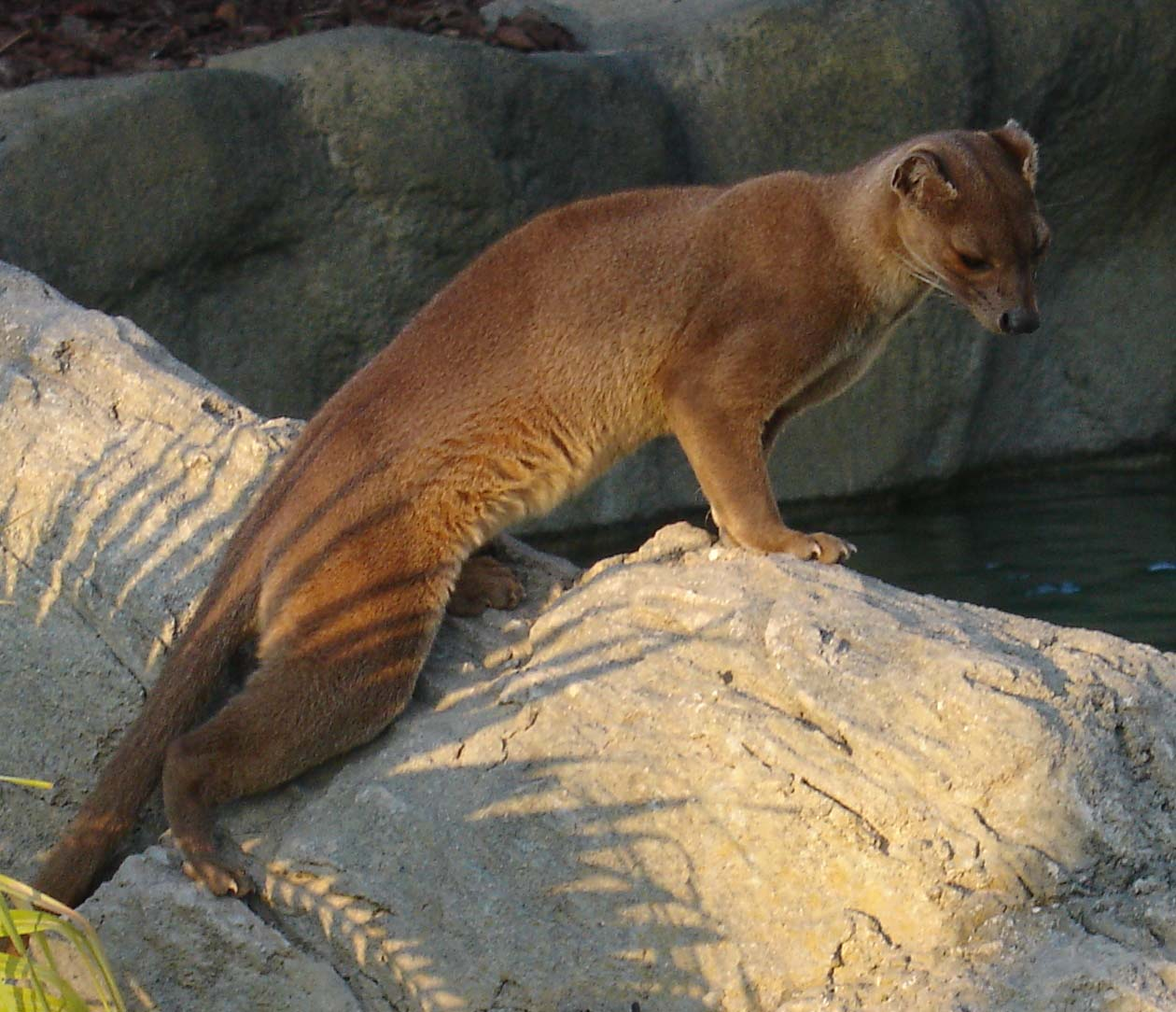
Fossa im Bioparc Valencia

Eine vorübergehende Vermännlichung wurde unter allen Säugetieren nur bei Fossas beobachtet. Die Weibchen der Tüpfelhyäne besitzen zwar zeitlebens eine penisähnliche Klitoris, bei Fossas sind die maskulinisierten Merkmale jedoch nur bei heranwachsenden Weibchen zu beobachten; bei ausgewachsenen Tieren sind diese wieder zurückgebildet. Diese Merkmale sind im zweiten und dritten Lebensjahr am deutlichsten ausgeprägt, zu dem Zeitpunkt also, wenn die Jungtiere schon von ihrer Mutter vertrieben wurden, aber noch nicht geschlechtsreif sind.
Das auffälligste Merkmal ist die vergrößerte, mit Stacheln versehene Klitoris. Sie wird von einer knöchernen Struktur (Os clitoridis), ähnlich dem Penisknochen der Männchen, gestützt. Nach Hawkins et al. hat diese bei heranwachsenden Weibchen eine Durchschnittslänge von 14,5 Millimetern. Von den 10 untersuchten ausgewachsenen Weibchen besaßen 6 diese knöcherne Struktur nicht, bei den übrigen 4 war sie maximal 5 Millimeter lang. Keines der ausgewachsenen Weibchen wies Stacheln an der Klitoris auf. Ein weiteres männliches Merkmal ist die Absonderung eines streng riechenden, orangefarbenen Sekrets zwischen der Kehle und dem Anus, insbesondere im Bereich zwischen Vorder- und Hinterbeinen. Dieses Sekret färbt den Bauch der Männchen orange, während ausgewachsene Weibchen einen cremefarbenen Bauch besitzen. Die deutliche Orangefärbung des Bauches bei heranwachsenden Weibchen verblasst mit zunehmendem Alter.
Heranwachsende Weibchen zeigen keinen erhöhten Androgengehalt – im Gegensatz zu zeitlebens mit einer penisartigen Klitoris ausgestatteten Säugetieren. Sowohl bei Testosteron als auch bei Androstendion und Dihydrotestosteron gibt es keine signifikanten Unterschiede zwischen heranwachsenden und ausgewachsenen Weibchen.
Hawkins et al. nehmen an, dass heranwachsende Weibchen auf diese Weise vor erzwungenen Kopulationen geschützt werden – solche erzwungenen Kopulationen sind häufig im Säugetierreich und enden bisweilen mit Verletzungen oder gar dem Tod des Jungweibchens – oder dass das junge Weibchen auf diese Weise Revierkämpfen aus dem Wege gehen kann. Weibchen sind stärker territorial als Männchen und reagieren auf andere Weibchen deutlich aggressiver als auf Männchen. Die zeitliche Komponente würde zu dieser Hypothese passen, da die Merkmale im Zeitraum nach der Vertreibung durch die Mutter am ausgeprägtesten sind.

## Fossas und Menschen

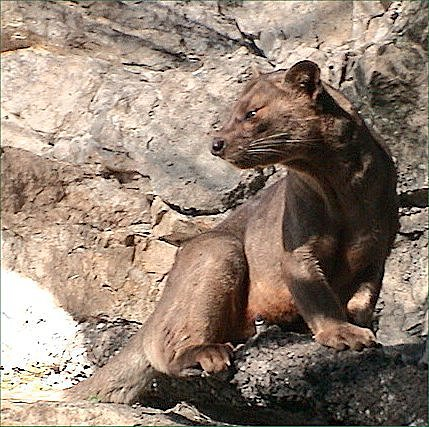
Fossa im Zoo

Wegen der Zerstörung ihres Lebensraums, die das Verbreitungsgebiet dieser Tiere stark verkleinert und zersplittert hat, zählt die Fossa zu den bedrohten Arten. Sie hat außerdem einen schlechten Ruf, weil sie manchmal Haustiere reißt, und wird deshalb bejagt. Nach Schätzungen gibt es weniger als 2500 ausgewachsene Fossas, die Art wird von der IUCN als „Gefährdet“ (Vulnerable) geführt.
Auf Madagaskar gibt es einige Schutzgebiete und Nationalparks, in denen Fossas leben. In zoologischen Gärten werden Fossas nur selten gehalten; der Zoo Duisburg ist einer der wenigen Zoos weltweit, dem die Nachzucht regelmäßig gelingt. Diesem Zoo wurde die Koordination des Europäischen Erhaltungszuchtprogrammes (EEP) für die Fossa übertragen. Seit Anfang 2019 nimmt der Zoologische Garten Neunkirchen ebenfalls am Nachzuchtprogramm der Fossas teil.
In der madagassischen Folklore finden sich Erzählungen, wonach Fossas eine Bedrohung für den Menschen darstellen. Gesicherte Berichte über Angriffe auf Menschen gibt es jedoch nicht.

## Systematik

### Äußere Systematik
Da Fossas die morphologischen Merkmale verschiedener Raubtiergruppen aufweisen, war ihre systematische Stellung umstritten. Mit den Katzen haben sie den kurzen Gesichtsschädel, den Bau der Reißzähne und die einziehbaren Krallen gemeinsam. Der Schädel – etwa die Bulla tympanica – zeigt starke, diagnostisch bedeutende Ähnlichkeiten mit den Schleichkatzen. Mit den Mangusten teilen sie unter anderem die Analtaschen und die Anordnung der Hirnfurchen. Aufgrund ihrer anatomischen Besonderheiten wurde die Fossa meist in einer eigenen Unterfamilie, Cryptoproctinae, geführt, die manchmal den Katzen, meist aber den Schleichkatzen oder Mangusten zugeordnet wurde.
Nach neueren genetischen Untersuchungen wird die Fossa in die Gruppe der Madagassischen Raubtiere (Eupleridae) eingegliedert. Alle Raubtiere Madagaskars – die vorher in verschiedenen Familien geführt wurden – stammen von einem gemeinsamen mangustenartigen Vorfahren ab, der im späten Oligozän oder frühen Miozän (vor rund 24 bis 18 Millionen Jahren) die Straße von Mosambik überquerte. Die nächsten Verwandten der Fossa sind Falanuk und Fanaloka, mit denen sie die Unterfamilie der Euplerinae bildet.

### Innere Systematik

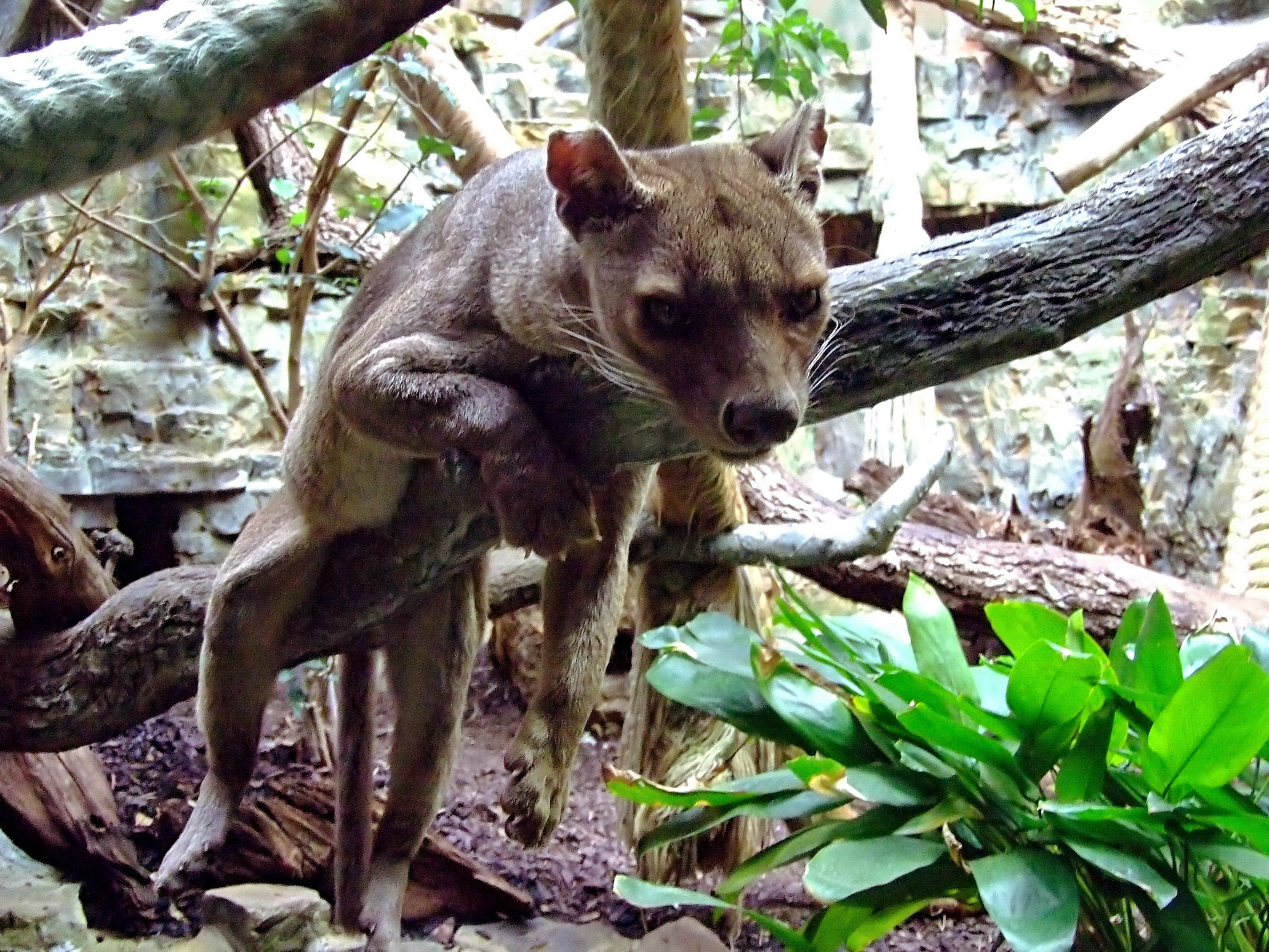
Fossa im Zoo Frankfurt

Die Fossa ist der einzige lebende Vertreter der Gattung Cryptoprocta. Mehrere Fossilien aus Madagaskar wurden als nahe verwandte, ausgestorbene Arten – Riesenfossa (Cryptoprocta spelea) und Cryptoprocta antamba – beschrieben. Morphologische Untersuchungen von Goodman et al. haben den Artstatus der Riesenfossa bestätigt, sehen C. antamba – von der nur ein Unterkiefer bekannt ist – jedoch als missgebildetes Individuum der Riesenfossa.
Der Gattungsname Cryptoprocta („verborgener Anus“) spielt auf die großen Analbeutel an. Verwirrenderweise trägt die Fanaloka, ein anderes madagassisches Raubtier, den wissenschaftlichen Gattungsnamen Fossa. Verwechslungen sind wohl für diese Benennung verantwortlich, die aufgrund der Regeln der International Commission of Zoological Nomenclature (ICZN) nicht geändert werden kann.